# Goioxim
Goioxim là một đô thị thuộc bang Paraná, Brasil. Đô thị này có diện tích 702,47 km², dân số năm 2007 là 8232 người, mật độ 12,2 người/km².